# Sampat Pal Devi
Sampat Pal Devi er en indisk social aktivist fra Bundelkhand i region Uttar Pradesh, i det nordlige Indien. Hun er grundlægger af Gulabi Gang, en Uttar Pradesh-baserede social organisation, som arbejder for kvinders velfærd.